# Економічна безпека держави (дисципліна)
Економі́чна безпе́ка держа́ви — дослідження національних економічних інтересів і загроз економічній безпеці України, здатності держави до захисту національних економічних інтересів від зовнішніх та внутрішніх загроз, а також здатності національної економіки зберігати та поновлювати процес суспільного відтворення і достатній оборонний потенціал у кризових ситуаціях.

## Напрями дослідження

### Загальні положення
Методологія дослідження проблем економічної безпеки, ідентифікація об'єктів економічної безпеки, національні економічні інтереси, внутрішні та зовнішні загрози економічній безпеці, критерії економічної безпеки, індикатори економічної безпеки та їх порогові рівні.

### Забезпечення економічної безпеки

#### Розбудова ринкових регуляторів економіки
Розбудова ринкових регуляторів економіки як засіб забезпечення економічної безпеки: внутрішній ринок, грошово-кредитна система, інститути нагромадження та інвестування, ринкова інфраструктура, законодавче забезпечення ринкових відносин, ефективність бюджетного процесу, фондовий ринок, антимонопольне регулювання, ефективність використання державної власності, аграрна реформа.

#### Ефективність системи управління економікою
Ефективність системи управління економікою як умова забезпечення економічної безпеки: законодавче забезпечення господарського механізму, державне регулювання економіки, економічна ефективність прийнятих законів, державні економічні програми, вільні економічні зони, транспортні коридори, інструменти та методологія забезпечення макроекономічної стабільності та сталого розвитку, система забезпечення економічної безпеки та її інститути (економічний аспект).

#### Регіональна економічна політика
Регіональна економічна політика в контексті впливу на економічну безпеку: стійкість та цілісність регіонального господарського механізму, регіональні програми економічного розвитку, комплексні міжрегіональні проекти, інструменти та методики регіонального вирівнювання та подолання депресивності регіонів, роль регіонального самоуправління в системі забезпечення економічної безпеки (економічний аспект).

### Окремі сфери та аспекти економічної безпеки

#### Фінансова безпека
Фінансова безпека та вплив на неї чинників грошово-кредитної політики, політики запозичень, валютного регулювання, фіскальної сфери та податкової політики, інфляційних процесів та антиінфляційної політики, державного регулювання цін, динаміки платіжного балансу, внутрішнього і зовнішнього державного боргу.

#### Соціальні аспекти
Соціальні аспекти економічної безпеки: політика доходів, реформування заробітної плати, пенсійна реформа, зменшення диференціації грошових доходів та подолання бідності, формування «середнього» класу, відтворення й розвиток соціальної сфери, політика на ринку праці та зниження безробіття.

#### Ресурсна безпека
Стан та проблеми забезпечення ресурсної безпеки: енергетична безпека, проблеми забезпечення мінеральною сировиною, продовольча безпека, екологічні аспекти економічної безпеки.

#### Трудоресурсні аспекти
Трудоресурсні аспекти економічної безпеки: демографічні чинники, внутрішня та зовнішня трудова міграція, розподіл економічно активного населення між секторами економіки. Якість робочої сили, структурні аспекти її пропозиції, продуктивність праці та стимулювання до продуктивної праці.

#### Тінізація економіки
Тінізація економіки як загроза економічній безпеці: форми і методи тінізації економічних відносин і економічної злочинності та засоби їх зменшення, проблеми тіньової зайнятості, засоби і методики легалізації тіньових доходів та капіталу, економічні аспекти поширення корупції та протидії їй.

#### Воєнно-економічна безпека
Воєнно-економічна безпека: оборонний бюджет, економічна реформа Збройних сил, економічні аспекти конверсії, економічні проблеми розвитку та впровадження технологій подвійного призначення та створення стійкого національного оборонно-промислового комплексу, економічні аспекти експорту зброї, економічні аспекти формування мобілізаційних та стратегічних резервів.

#### Технологічна безпека
Технологічна безпека в контексті розвитку науково-технічного потенціалу держави, розбудови інноваційної економіки та здійснення інноваційної політики держави, зміцнення критичних технологій, підвищення самозабезпечення в ключових технологіях цивільного та воєнного виробництва та розвитку вищих технологічних укладів, поширення ресурсо- і енергозбережних технологій. Обґрунтування пріоритетів державної підтримки науки і техніки в контексті зміцнення технологічної безпеки.
Замкнутість технологічних циклів, стан інфраструктури, міжгалузеві пропорції, відтворення основного капіталу і їхній вплив на економічну безпеку.

### Чинники впливу на зовнішньоекономічну безпеку
Чинники впливу на зовнішньоекономічну безпеку: економічні проблеми і загрози глобалізації, форми і способи інтеграції національної економіки у світову, ефективність імпортно-експортних відносин, їхня структура, регіональні пріоритети, проблеми диверсифікації ринків збуту, науково-технічні та виробничо-структурні пріоритети розвитку експортного потенціалу, критичний імпорт, імпортозаміщення. Міжнародні потоки капіталів, зокрема — пряме іноземне інвестування. Проблеми конкурентоспроможності вітчизняної продукції та її забезпечення.